# Afro-Vénézuéliens
Le terme Afro-Vénézuélien désigne les vénézuéliens d'ascendance africaine subsaharienne. Selon le recensement vénézuélien de la population et du logement de 2011, 0,7% des Vénézuéliens se considèrent Afro-descendants, tandis que 2,9% s'identifient comme noirs.

## Histoire
Les premiers Noirs africains sont arrivés sur l'île de Cubagua vers 1526-1527 pour être utilisés comme esclaves dans la pêche aux perles. Plus tard, les esclaves sont importés dans le reste du territoire vénézuélien pour les plantations et le service domestique.
Avec le temps, les rébellions d'esclaves africains contre les colonisateurs espagnols sont survenues à cause des mauvais traitements subis. En 1553, un Africain nommé Miguel (es) a dirigé la première insurrection des esclaves noirs au Venezuela. En 1730, des esclaves noirs ont rejoint une révolte menée par le zambo Andresote (Andresote). En 1795, l'insurrection des Noirs de Coro a eu lieu, commandée par José Leonardo Chirino (es) et José Caridad González, qui voulaient établir une république au Venezuela et abolir l'esclavage.
Le 14 août 1810, la Junte suprême de Caracas interdit l'introduction d'esclaves noirs dans le pays. La décision est validée par l'article 202 de la constitution de 1811 (es). Cependant, l'esclavage est maintenu jusqu'en 1854 lorsque le président José Gregorio Monagas l'abolit.

## Répartition

Carte de répartition des Afro-Vénézuéliens au Venezuela.